# Wolf Ritz
Wolf (Wolfgang) Ritz (* 8. Mai 1920 in Langenberg (Rheinland); † 26. April 2008 in Hamburg) war ein deutscher Porträtmaler und Bildhauer.

## Leben und Wirken
Der Sohn eines Papierfabrikanten aus Langenberg und Bruder eines Arztes strebte schon früh den Beruf des Malers und Bildhauers an. Die brüderlichen Anatomiebücher zog er zu Studienzwecken zu Rate und seine Bewunderung galt Auguste Rodin. Sein Ziel war zwar die Kunstakademie aber nach dem Abitur war er als Student der Medizin, zuletzt in Heidelberg, eingeschrieben. Von 1940 bis 1945 diente er in der deutschen Wehrmacht und wurde bei einem Einsatz in der Panzergruppe verwundet.
Nach dem Krieg begann Ritz als Autodidakt eine neue berufliche Lebensplanung. Er porträtierte nun US-amerikanische Soldaten und Offiziere. Ab 1948/1949 ließ sich der mit einer promovierten Chemikerin verheiratete Ritz als freischaffender Künstler in Aachen in der Colynshofstraße 37, nieder. Um 1958/59 verlor er seinen linken Arm bei einem Autounfall. Ritz stellte in Aachen seine Werke aus und nahm an den Aktivitäten der Aachener Künstlergruppen teil. Vom 2. bis 23. Mai 1965 hatte er eine Ausstellung im Märkischen Museum zu Witten.
Einer seiner Schwerpunkte waren die Anfertigungen von Porträtgemälden bedeutender Persönlichkeiten des 20. Jahrhunderts wie beispielsweise Lil Dagover, Elly Ney, Thomas Mann oder die großen Musiker Pau Casals, Alfred Cortot, Arthur Rubinstein. Mehrere seiner Politikerporträts fanden Eingang in die Sammlung des Deutschen Bundestages.
Cortot empfahl den peintre de grand talent Wilhelm Furtwängler, dessen Tod 1954 die begonnenen Unterhandlungen abbrach. Auch Casals war von der Erfassung seiner Physiognomie begeistert.
Am 22. Mai 1955 erhielt Ritz von Thomas Mann das ambivalente Lob: meinem Porträtisten, der mich nur zu ähnlich schuf, mit Beifall, zum freundlichen Gedenken. Am 2. Dezember 1970 erteilte ihm Rubinstein seine uneingeschränkte Begeisterung.
Darüber hinaus erstellte Ritz zahlreiche Büsten unter anderem von Ernst Jünger, Carl Zuckmayer und von Ludwig Erhard, dessen Büste anlässlich seines 110. Geburtstages im Jahr 2007 im Eingangsbereich des Bundeswirtschaftsministeriums in Berlin aufgestellt wurde. In seinem eigenen Werk setzte sich Ritz vielfach, zum Teil gesellschaftskritisch, mit seiner Umwelt auseinander.

## Stil
Die Kunststile Impressionismus, Expressionismus und Surrealismus beherrschte der Künstler Ritz. Er verwendete sie je nach Auftragslage. Das Alter, die Mimik und der Charakter des Porträtierten waren ausschlaggebend.
Zuweilen setzte Ritz ein Porträtgemälde in eine Bronze um und umgekehrt als z. B. bei den Werken von Arthur Rubinstein. Strenge Selbstdisziplin benötigte der Künstler bei den Porträtanfertigungen um seinen expressiven und fabulierenden Stil zu unterdrücken. Seine Psyche ließ er in freien Kompositionen gewähren, wovon der nächtlich erblühende Mondbaum, der triste Altstadtrest und sein Urteil des Rembrandts Zeugnis geben.
Rembrandts Selbstporträt des Kasseler Museums inspirierte Ritz 1981 zu einem surrealistischen Gemälde. Aus seinem Bild heraus reicht Rembrandt über einer zerklüfteten Landschaft den drei Grazien eine Rose. Die Grazien sind verhüllte Skulpturen. Diese surreale Welt inszeniert die Begegnung von Alter und Jugend, von Realität und Traum, von Kunst und Leben. Die Dominante ist das Künstlerporträt, dessen Physiognomie die Geheimnisse des menschlichen Daseins birgt.
Der Vergleich einer Photographie Erhards mit seiner Büste verdeutlicht die leicht expressive Idealisierung von Ritz zur Erfassung des Charakters. Das Porträtgemälde des Cellisten Pablo Casals zeigt den Virtuosen in Aktion wie er den Bogen über sein Cello führt, gleich einer Momentaufnahme.
Für seine Eckener Büste schickte Ritz feuchte Tonmasse in zwei Eimern mit der Beschriftung Sauerkraut nach Friedrichshafen voraus, worüber der Mitarbeiter Graf von Zeppelins zunächst sehr verwundert war und Ritz benachrichtigte, Sauerkraut gibt es hier auch.
Der Entstehungsweg von Rubinsteins Werk begann in einem Amsterdamer Hotel und ging weiter in Marbella, dem Urlaubsdomizil des Pianisten.
In der Zeit vom 17. bis 27. Mai 1955 saß Thomas Mann acht Mal dem Künstler Porträt. Dies war während seines Aufenthalts im Ostsee-Kurhotel Travemünde, seinem Kindheitsparadies, um die Ehrenbürgerschaft der Stadt Lübeck zu empfangen. Ritz konnte beobachten, wie er für jeden Gratulanten die richtigen Worte fand. Sein Porträtgemälde in gedämpften Beige- und Grautönen des fast 80-jährigen Thomas Mann bezeichnete Ritz selber als impressionistisch beeinflusst. Ritz hatte die Gesichtszüge des alternden Dichters nur zu realistisch getroffen. Mann missfiel die Darstellung seiner auffallend roten Nase, doch Ritz beharrte auf seiner Interpretation. Drei Monate später verstarb der Schriftsteller.
Das Bild erhielt 1965 einen Platz in der Gemäldesammlung des Deutschen Literaturarchivs Marbach.
Wolf Ritz ließ sich von den einzelnen Persönlichkeiten inspirieren, erfasste durch feine Beobachtung ihren Charakter und brachte ihn mit seinen künstlerischen Gestaltungsmöglichkeiten in einem spezifischen Kunstwerk zum Ausdruck. Aber auch Stillleben wie der Genfersee brachte er in seinem Œuvre zum Ausdruck.

## Die Lesende

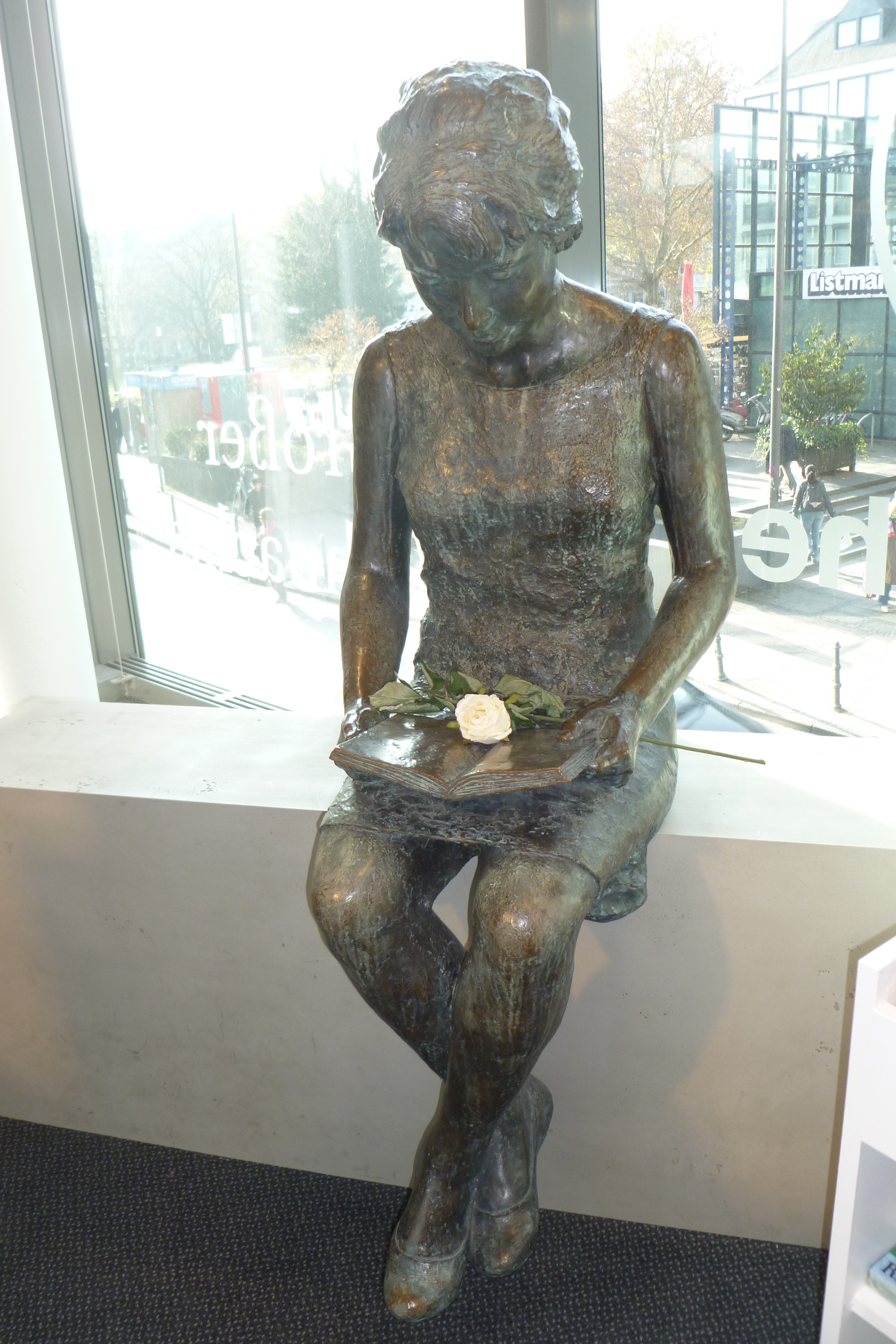
Die Lesende, Aachen

Sein Werk die Lesende, eine Bronzeplastik aus dem Jahr 1985, zeigt seine realistische Darstellungsform. Die 550 kg schwere Figur aus Bronze und belgischem Granit ist zeitgenössisch leger gekleidet in einem kurzen Trägerkleid mit Ballerinas und Kurzhaar-Frisur. Sie sitzt und liest in einem aufgeschlagenen Buch, das sich auf ihrem Schoß befindet. Die Sitzgelegenheit stellt ein Stück Mauer dar. Im Außenbereich war der Granit sichtbar, für die Aufstellung im Innenraum ist dieser gemeißelte Teil vermutlich verkleidet worden. Die Lesende ist sowohl eine Skulptur wie auch eine Plastik, eine Skulptik. Die figürliche Darstellung ist gegossen. Dieses Kunstwerk vereint zwei bildhauerische Darstellungsformen. Ritz erstellte die „Lesende“ im Alter von 65 Jahren. Dieses Werk war für Ritz die ideale Synthese von Mensch und Buch. Sie wurde am 31. Mai 1985 vor dem Haus der Kohle aufgestellt. Auftraggeber war die Mayersche Buchhandlung, Anlass war die Eröffnung der neuen Filiale Treffpunkt Taschenbuch.

## Löbe-Büste
Rainer Barzel initiierte als Bundestagspräsident einen Künstlerwettbewerb betreffs einer Bronzebüste von Reichstagspräsident Paul Löbe. Fünf Modelle standen zur Auswahl. Die Entscheidung fiel auf Ritz. In der Süßener Gießerei Strassacker erfolgte der Guss, die Aufstellung im Präsidialflügel des Bundeshauses in Bonn Freitag, den 13. Dezember 1985 unter Bundestagspräsident Philipp Jenninger.

## Werke (Auswahl)
- Porträtgemälde u. a. von Lil Dagover, Elly Ney, Albert Einstein, Pau Casals, Alfred Cortot, Arthur Rubinstein
- 1954 Albert Schweitzer
- Ernst Jünger, Büste, Wilfingen, zu Jüngers 85. Geburtstag; mittlerweile ins Deutsche Literaturarchiv Marbach versetzt[4]
- Carl Zuckmayer, Porträtbüste, Bronze, seit 1968 im Deutschen Literaturarchiv Marbach
- 1955 Thomas Mann, Porträtgemälde, 108 × 86 cm; Ölgemälde, Travemünde, Thomas Mann Sammlung des Deutschen Literaturarchivs, im Schiller-Nationalmuseum in Marbach am Neckar (1984).
- 1956 Prof. Dr. Walter Fuchs, Porträtgemälde, in der RWTH Aachen (2012)
- 1957 Prof. Dr. Peter Mennicken, Porträtgemälde
- 1957 Pau Casals
- 1963 Professor Dr. Jürgen Aschoff, Porträtgemälde
- 1970 Ludwig Erhard
- 1981 Wilhelm Falter, Bronzebüste zu seinem 75-jährigen
- 1984 Paul Löbe, Bronzebüste, 41 × 26 × 35 m; Sign.: r. Seite: W.Ritz
- 1985 Die Lesende, Skulptik, Literaturgarten der Mayerschen Buchhandlung Aachen, 1985; seit wieder 2015 gegenüber dem Stammhaus aufgestellt.
- Hugo Eckener
- Rudolf Nebel

- Museumsdirektor Dr. Felix Kuetgens, Porträtgemälde
- Jacques Königstein, Porträtgemälde, Sign. unten links: Ritz. In dunklen Erdtönen gehaltenes Porträt mit farblicher Pointierung der Insignien des AKV-Präsidenten. Sammlung Crous, Aachen.